# Kervens Belfort
Kervens Fils Belfort (Petit-Goâve, 16 de maio de 1992) é um futebolista haitiano que atua como atacante. Atualmente defende o Abahani Limited.